# Skärmbildsundersökning
Skärmbildsundersökning var en typ av förenklad röntgenundersökning, främst av lungorna, som under 1900-talet utfördes på stora befolkningsgrupper i kampen mot tuberkulos. 
Vid en vanlig röntgenundersökning registreras röntgenstrålningen som har passerat genom kroppen fotografiskt, idag digitalt men i äldre tider direkt på fotografisk film av mycket stort format. Vid en skärmildsundersökning gjordes strålningen synlig på en fluorescerande skärm, som placerats i filmens ställe, och bilden på skärmen fotograferades med en vanlig kamera. Metoden utvecklades för massundersökningar, och från 1940-talet och framåt kunde hela den svenska befolkningen undersökas.  Fall av lungtuberkulos och andra sjukliga lungförändringar kunde  då fångas upp och bli föremål för vidare diagnostisering och behandling.